# بارهنگ آبی چکوسلواکی
بارهنگ آبی چکوسلواکی (نام علمی: Potamogeton berchtoldii) نام یک گونه از سرده گوشاب است.